# Persea caerulea
Persea caerulea är en lagerväxtart som först beskrevs av R. & P., och fick sitt nu gällande namn av Carl Christian Mez. Persea caerulea ingår i släktet avokador, och familjen lagerväxter. Inga underarter finns listade i Catalogue of Life.